# City (term)
City is het Engelse woord voor stad. Omgekeerd heeft stad in het Engels twee vertalingen: city en town. De bestuurlijke indeling in Nederlandstalig gebied en in Engelstalig gebied is verschillend; het hangt van de situatie af welke vertaling moet worden gekozen. Een city is over het algemeen groter dan een town. Binnen de Engelstalige wereld wordt het begrip city ook verschillend uitgelegd.

## Verenigd Koninkrijk
In het Verenigd Koninkrijk (Engeland, Noord-Ierland, Schotland, Wales) wordt met city een plaats aangeduid die stadsrechten heeft ontvangen.

## Australië en Nieuw-Zeeland
In Australië en Nieuw-Zeeland wordt city gebruikt om een gebied onder lokaal bestuur aan te duiden of als synoniem voor een stedelijk gebied.

## Verenigde Staten
In de meeste staten van de Verenigde Staten worden een burgemeester en raad gekozen om een city te besturen, terwijl in een town het bestuur aan de burgers kan worden overgelaten in de vorm van een geselecteerde raad of publieke bijeenkomsten. Er zijn enkele grote towns - bijvoorbeeld Hempstead in de staat New York met meer dan 755.000 inwoners - en enkele vrij kleine city's, zoals Shafer in Minnesota met slechts 343 inwoners en Floris in Iowa met 193 inwoners. De grens tussen city en town verschilt per staat.
De bevoegdheden van een stad variëren per staat en per county. In de ene staat zijn ze strak geregeld. Andere staten laten de bevoegdheden over aan de county's en de steden onderling. Ook de bevoegdheden van de burgemeester kunnen per stad verschillen. In bepaalde steden neemt hij bijna alle beslissingen en benoemt hij de wethouders en de politiecommissaris, en heeft de raad een adviesfunctie. Ook kan hij invloed hebben op de rechterlijke macht. In andere steden is hij slechts voorzitter van de gemeenteraad en verder niets. Het burgemeesterschap is in dat geval dan ook geen volledige baan. 
In de regel houdt de stad zich bezig met zaken binnen de stadsgrenzen en de county met zaken en burgers die niet onder een stad vallen. Ook kan het voorkomen dat de stad verantwoording aan de county moet afleggen, maar dat is niet altijd het geval.
Elke stad met de status van city of town in de V.S. heeft, hoe klein ook, een eigen gemeentehuis (townhall) en een politiebureau.

#### Virginia
In Virginia betekent de status van city dat deze plaats niet binnen een county valt. Zo'n stad wordt independent city genoemd. Deze steden staan bestuurlijk gezien naast de counties. Dit systeem is uniek in de Verenigde Staten.